# Макроангіопатія
Макроангіопатія — це ангіопатія судин великого і середнього розміру.; патологія, яка проявляється у порушенні проникності судин, підвищеній ламкості, утворенні тромбозів і розвитку атеросклерозу.
Ускладнення характерне для людей з цукровим діабетом. Діабетична макроангіопатія сприяє синдрому діабетичної стопи. Характеризується ушкодженням артерій еластичного і м'язово-еластичного типів і проявляється прогресуючим атеросклерозом з розвитком судинних некрозів і гангрени нижніх кінцівок. В той же час діабетична макроангіопатія немає специфічних відмінностей від атеросклеротичних змін у хворих без діабету.